# Reichsregierungszug
De Reichsregierungszug (rijksregeringstrein) of Führersonderzug (Führertrein) was het mobiele hoofdkwartier van Adolf Hitler tijdens de Tweede Wereldoorlog. Hitler, Himmler, Göring en Von Ribbentrop hadden evenals het oppercommando van de Wehrmacht hun eigen speciale treinen en het geheel daarvan werd Führerhauptquartier genoemd.

## Beschrijving
Zoals veel andere spoorwegmaatschappijen had de Deutsche Reichsbahn in de jaren 1930 een speciale trein voor de regeringsleiders en hun gevolg. Er werd een trein samengesteld met 4- en 6-assige Schürzenrijtuigen, die Hitler op zijn campagnes door geheel Duitsland vervoerde. De rijtuigen waren niet gepantserd, maar wel naar persoonlijke smaak ingericht.
Voor en in de oorlog werd de trein, eerst genaamd Führersonderzug "Amerika" en vanaf 1943 Führersonderzug "Brandenburg", door twee stoomlocomotieven van de DRB Baureihe 01.10 en later door de DRB Baureihe 52 getrokken. De trein bestond deze uit generatorwagen, autowagen, radiowagen, sanitairwagens, salonrijtuigen en een aantal luchtafweerwagons.
De Reichsregierungszug was bedoeld als Hitlers rollend hoofdkwartier. Hij werd voor en in de Tweede Wereldoorlog gebruikt om Hitler en de militaire staf snel naar de diverse plaatsen te brengen.
De samenstelling van de Reichsregierungszug is door de jaren heen weinig veranderd. Vaak achter twee in tandem gekoppelde locomotieven kwam een speciale Flakwagen die voor en achter een platform had met Vierlingflak voor de luchtverdediging. Deze wagens werden bemand door personeel van de Luftwaffe. 
Achter de Flakwagen kwam een bagagerijtuig, gevolgd door Hitlers persoonlijke salonwagen en een Befehlswagen. Deze bevatte een vergaderruimte met tafels voor stafkaarten en een verbindingscentrale. Daarop volgde een Begleitwagen voor het Führerbegleitkommando. Achter deze wagens volgden een restauratierijtuig, twee rijtuigen voor gasten, een sanitairwagen, een tweede restauratierijtuig, twee slaapwagens voor het personeel, een persrijtuig, nog een bagagerijtuig, een autotransportwagen en ten slotte nog een Flakwagen.
De trein werd altijd gevolgd door Hitlers Mercedes, zoals de Mercedes-Benz W31 en vliegtuig een Focke-Wulf Fw 200.

## Geschiedenis
Hitler gebruikte de Reichsregierungszug voor het laatst op 15 januari 1945. Toen duidelijk werd dat hij de trein niet meer zou gebruiken, werd die in het vroege voorjaar verplaatst naar het zijspoor van station Berlijn-Tempelhof, om vervolgens te worden getransporteerd naar Bruck in de Oostenrijkse Alpen. De trein werd daarna nog even gebruikt door de chef-staf Zuid eind april 1945, om begin mei naar Saalfelden in het noorden te worden gereden. Ook Hitlers trein moet aan de oorlogssituatie geloven en wordt vlak voor de capitulatie in twee delen opgesplitst: de Brandenburg I & II.
Onderweg heeft de Wehrmacht de salonwagen van Hitler opgeblazen. De salonwagen van Göring overleefde de strijd en werd door het Amerikaanse leger in beslag genomen. In Saalfelden werden er stukken van Himmlers trein aan toegevoegd en eind mei werd de voormalige Reichsregierungszug op een zijspoor gezet bij Pullach, ten zuiden van München. Daar werd deze door het Amerikaanse leger in beslag genomen.

### Operatie Foxley
Een van de eerste Britse plannen om een aanslag op Hitler te plegen, was het opblazen van de trein waarin hij zat. De SOE had veel ervaring met het laten ontsporen van treinen door middel van explosieven. Dit plan werd echter losgelaten vanwege Hitlers onregelmatige en onvoorspelbare schema. Een ander plan was om een smaakloos, dodelijk gif in de watervoorraad van Hitlers trein te doen. Dit plan werd echter te moeilijk bevonden, omdat men daarvoor een insider nodig had.

### Na de oorlog
In de jaren 50 werden alle wagens behalve Adolf Hitlers persoonlijke wagen (die is verbrand door de SS) teruggegeven aan de nieuwe Deutsche Bundesbahn.
Tegenwoordig gebruikt de Bondspresident van Duitsland, hoewel dit niet algemeen bekend is, nog steeds een van de slaapwagens, nummer 10122 (nu 8940322) van de Reichsregierungszug.
De restauratiewagen van Hitler is gerestaureerd. Deze wagen ging naar het Verkehrsmuseum Nürnberg. De salonwagen 10242 is in het midden van de jaren dertig gebouwd. Hitler gebruikte het luxueus ingerichte restaurant van 1937 tot 1941 in zijn diensttrein, de Führerzug. Het is de enige overgebleven wagen in zijn soort. In het interieur zijn noten- en mahoniehout verwerkt.
Na de Tweede Wereldoorlog liet de Britse veldmaarschalk Montgomery het rijtuig ombouwen tot slaapwagen. Onder meer de Britse koningin Elizabeth maakte gebruik van de vernieuwingen, zoals een ligbad. De Duitse bondskanselier Konrad Adenauer reisde in 1955 met het rijtuig naar Moskou. Regeringsleider Willy Brandt gebruikte het restaurant voor zijn bezoek aan de DDR in 1970. De Deutsche Bahn dankte het rijtuig kort na de Duitse eenwording in 1990 af.